# Festa dell'indipendenza del Brasile
Il Giorno dell'Indipendenza del Brasile (in portoghese: Dia da Independência), comunemente chiamato Sete de Setembro, è una festa nazionale osservata in Brasile il 7 settembre di ogni anno. 
La data celebra la dichiarazione di Indipendenza del Brasile dal Regno Unito di Portogallo, Brasile e Algarve avvenuta il 7 settembre 1822. 
Dall'indipendenza dal Portogallo e l'acquisita sovranità statale venne istituito l'Impero del Brasile.
La ricorrenza nazionale in Brasile, il cui grande eroe dell'indipendenza fu Pietro I del Brasile, viene celebrata con parate militari, sfilate e discorsi pubblici.